# Pobiednik Wielki
Pobiednik Wielki est une localité polonaise de la gmina d'Igołomia-Wawrzeńczyce, située dans le powiat de Cracovie en voïvodie de Petite-Pologne.